# Яккатут (район Рудаки)
Яккатут (тадж. Яккатут, до 2008 года — 22 Партсъезд) — село в районе Рудаки Республики Таджикистан. Входит в состав джамоата (сельской общины) Россия района Рудаки.
Находится недалеко от г. Душанбе, на расстоянии 13 км от райцентра (пгт. Сомониён) и ок. 1 км от центра общины (село Куштеппа).
Население — 3813 чел. (2017).